# Arrach
Arrach – miejscowość i gmina w Niemczech, w kraju związkowym Bawaria, w rejencji Górny Palatynat, w regionie Ratyzbona, w powiecie Cham. Leży w Lesie Bawarskim, około 25 km na wschód od Cham, nad rzeką Regen, przy linii kolejowej (Lam – Cham).

## Dzielnice
W skład gminy wchodzą następujące dzielnice:
| - Arrach - Auhof - Drittenzell - Eck - Eckelshof - Eschlsaign - Großmühle | - Haibühl - Kleß - Kummersdorf - Ottenzell - Ottmannszell - Stadlern |

## Polityka
Rada gminy składa się z 14 członków:
- CSU 5 miejsc
- SPD 3 miejsca
- Bezpartjna grupa radnych "Einigkeit" 3 miejsca
- Freie Bürger 3 miejsca